# Physostegia angustifolia
Physostegia angustifolia är en kransblommig växtart som beskrevs av Merritt Lyndon Fernald. Physostegia angustifolia ingår i släktet drakmyntor, och familjen kransblommiga växter. Inga underarter finns listade i Catalogue of Life.